# Clark Ashton Smith
Clark Ashton Smith, född 13 januari 1893 i Mono County i Kalifornien, död 14 augusti 1961 i Pacific Grove i Kalifornien, var en amerikansk författare, poet och konstnär.
Han vann tidigt erkännande för sin poesi, men är mest känd för sina skräck-, fantasy- och science fiction-noveller samt sin vänskap med samtida skräckförfattaren H.P. Lovecraft från 1922 till Lovecrafts död 1937. Smith, Lovecraft och Robert E. Howard var de tre mest framgångsrika författarna i tidskriften Weird Tales.

## Biografi
Clark Ashton Smith växte upp i en stuga utanför Auburn i Kalifornien, där han levde större delen av sitt liv. Han började aldrig på high school och var till stor del självlärd; själv nämnde han bland tidiga inspirationskällor engelska 1700-talsromaner, konstsagor, Tusen och en natt, Poes dikter, och Beckfords Vathek. Som tonåring publicerades några av hans noveller med orientaliska teman och en del av hans poesi i litterära tidskrifter. Hans dikter uppmärksammades av George Sterling och Ambrose Bierce, varav den förre tog honom som något av en lärjunge och bidrog till att få hans poesi publicerad i bokform. Smith och Sterling började dock gå i olika riktningar konstnärligt, och Sterling uppskattade inte Smiths målningar och nya försök till prosaberättelser samt hans fokus på skräck och död i sin diktning. Vid samma tid (1922 specifikt) inleddes Smiths långvariga brevväxling med H.P. Lovecraft, som uppmuntrade honom att skriva weird fiction och få det publicerat i tidskrifter. Från hösten 1929 och första halvan av 1930-talet var han i en produktiv fas och skrev ett hundratal noveller för magasinen.
Smith slutade nästan helt att skriva fiktion under 1930-talet, bland annat på grund av konflikter med tidskriftsredaktörer samt hans föräldrars död. Istället återgick han till diktningen, och skulpterade även små groteska statyer. Han försörjde sig även med säsongsarbete i odlingar och trädgårdar, och lämnade inte fattigdomen förrän han sent i livet gifte sig, då hans fru hade stabil ekonomi och ett hus i Pacific Grove.

## Författarskap
Smiths verk kännetecknas av ett färgstarkt och poetiskt språk med många sällsynta ord.
Element som förekommer i hans tidiga dikter och återkommer i novellerna är bland annat det kosmiska och astronomiska, väsen från klassisk mytologi, försvunna kontinenter som Atlantis och Lemurien, samt ett fokus på döden.
Många av hans noveller utspelar sig i fiktiva länder: det forntida Hyperborea, medeltidsprovinsen Averoigne, det sjunkna Poseidonis, och det dekadenta Zothique, den sista kontinenten på jorden. Han skrev även en del typiska rymdreseberättelser.